# Dawson Walker
Dawson Walker (Dundee, 14 marzo 1916 – 17 agosto 1973) è stato un allenatore di calcio scozzese.

## Carriera
Guidò la nazionale scozzese ai Mondiali del 1958 perché Matt Busby era rimasto gravemente ferito nel Disastro aereo di Monaco di Baviera.